# Jean-Pierre Verney
Pour les articles homonymes, voir Verney.
Jean-Pierre Verney, né le 28 juin 1946, est un collectionneur et historien français spécialisé dans la Première Guerre mondiale.

## Biographie
Photographe (Lauréat du Prix Niepce en 1974) puis ancien chargé de mission au ministère de la Défense, Jean-Pierre Verney est un spécialiste de la Première Guerre mondiale. Il a amassé une collection d’objets (uniformes, objets du quotidien, pièces d’artillerie, journaux…) consacrée à ce conflit et formant l’essentiel des collections du Musée de la Grande Guerre du pays de Meaux, inauguré le 11 novembre 2011.
Il a été commissaire de plusieurs expositions nationales et internationales sur la Grande Guerre.
Il a participé aux bandes dessinées Putain de guerre ! et C'était la guerre des tranchées de Jacques Tardi, dans lesquels il rédige un petit guide historique sur la Grande guerre, illustré de photos d’époques. Il a été conseiller pour le film Les fragments d'Antonin de Gabriel Lebomin, de Capitaine Conan de Bertrand tavernier, de  Jean-Pierre Jeunet pour son film Un long dimanche de fiançailles puis de Ceux de 14 pour FR3 et plus récemment, il a été conseiller historique pour la série Les Combattantes diffusée à l'automne 2022 4sur tf1
Conseiller à la Mission du Centenaire de 2013 à 2019

## Publications
- Putain de guerre ! (textes), avec Jacques Tardi (dessin et scénario), Casterman, 2 vol., 2008-2009.
- Des lendemains qui saignent (textes), avec Jacques Tardi (illustration) et Dominique Grange (texte des chansons), Casterman, 2009.
- La Grande Guerre, Les Éditions La Boétie, 2014.
- La Guerre en relief aux éditions Les Arênes
- La Grande Guerre aux éditions Fleurus
- La Grande Guerre (vue d'un drone) aux éditions Fleurus
- La Première Guerre mondiale - L'album photo inédit, Éditions LBM, 205, 240 p.
- Egalement co-auteur sur de nombreux ouvrages et catalogues d'expositions

## Distinctions

### Récompense
- Médaille d'Or de la Société d'Encouragement aux Progrès
- 1996: Prix du patrimoine du département de l'Essonnes
- 2014 : Prix Eisner de la meilleure édition américaine d'une œuvre internationale pour Putain de guerre ! (avec Jacques Tardi)

### Décoration
- 2014: Serbie, Ordre du Drapeau
- * 2015 :  Chevalier de la Légion d'honneur (promotion du 01/01/2015). source: journal officiel)